# 아이작 아시모프의 수상과 기념 목록
다음은 아이작 아시모프의 수상과 기념 목록을 서술한 것이다.

## 목록

### 생애

#### 1950년대
- 1955년 - 세계 SF 컨벤션에서 공로상 수상.[1]
- 1957년 - 토머스 에디슨 재단의 최우수 과학 도서상 수상.[2]

#### 1960년대
- 1960년 - 미국심장협회의 하워드 W. 블레이크슬리(Howard W. Blakeslee)상 수상.[3]
- 1962년 - 보스턴 대학교 출판 공로상.[4]
- 1963년 - 판타지 & 사이언스 픽션에 실린 아시모프의 수필들에 대한 휴고 특별상 수상.[5]
- 1963년 - 미국 예술 과학 아카데미의 회원 등록.[6]
- 1964년 - 미국 SF와 판타지 작가들(Science Fiction and Fantasy Writers of America)에게 아시모프의 책 《Nightfall》(1941)이 역대 최우수 공상과학 단편 소설책으로 선정.[7]
- 1965년 - 미국 화학회(American Chemical Society)에서 수상하는 제임스 T. 그래디상(현재의 James T. Grady-James H. Stack Award for Interpreting Chemistry) 수상.[8]
- 1966년 - 파운데이션 시리즈 첫 삼부작으로 휴고상 수상.[9]
- 1967년 - 에드워드 E. 스미스 기념상(Edward E. Smith Memorial Award) 수상.[10]
- 1967년 - 《Science Writing Award for Magazine Writing》의 과학 저술상 수상.[11]

#### 1970년대
- 1972년 - 책 《The Gods Themselves》로 네뷸러 최우수 소설상 수상.[12]
- 1973년 - 《The Gods Themselves》로 휴고 최우수 소설상 수상.[12]
- 1973년 - 《The Gods Themselves》로 로커스 최우수 소설상 수상.[12]
- 1975년 - 미국 어치브먼트 아카데미(American Academy of Achievement)의 골든 플레이트상(Golden Plate Award) 수상.[13]
- 1975년 - Klumpke-Roberts상 수상.[14]
- 1975년 - 책 《Before the Golden Age》로 로커스 재인쇄상 수상.[15]
- 1977년 - 책 《바이센테니얼맨》으로 휴고 최우수 중단편 소설상 수상.[16]
- 1977년 - 책 《바이센테니얼맨》으로 네뷸러 최우수 중단편 소설상 수상.[17]
- 1977년 - 책 《바이센테니얼맨》으로 로커스 최우수 중단편 소설상 수상.[18]

#### 1980년대
- 1981년 - 그를 기리기 위해 한 소행성의 이름을 "5020 아시모프"로 명명.[19]
- 1981년 - 《In Joy Still Felt: The Autobiography of Isaac Asimov, 1954–1978》로 로커스 최우수 논픽션상 수상.[20]
- 1983년 - 책 《파운데이션의 끝》으로 휴고 최우수 소설상 수상.[21]
- 1983년 - 책 《파운데이션의 끝》으로 로커스 과학소설상 수상.[21]
- 1984년 - 미국 인문주의 협회의 올해의 휴머니스트로 선정.[22]
- 1986년 - 여덟번째 SFWA 그랜드 마스터(SFWA Grand Master)로 선정.[23]
- 1987년 - 책 《Robot Dreams》로 로커스 최우수 단편소설상 수상.[24]

### 사후

#### 1990년대
- 1992년 - 책 《Gold》로 휴고 최우수 중단편 소설상 수상.[25]
- 1995년 - 책 《I. Asimov: A Memoir》로 휴고 최우수 참고문헌상 수상.[26]
- 1995년 - 책 《I. Asimov: A Memoir》로 로커스 최우수 참고문헌상 수상.[15]
- 1996년 - 《파운데이션과 제국》으로 레트로 휴고상 수상.[27]
- 1997년 - EMP 박물관에 위치해 있는 공상과학 및 판타지 명예의 전당에 H. G. 웰스와 함께 등록.[28]

#### 2000년대
- 2000년 - 이스라엘의 우표에 디자인으로 사용.[29]
- 2001년 - 헤이든 천문관에서 아이작 아시모프 기념 토론회가 열림.
- 2009년 - 화성의 한 충돌구의 이름이 아시모프를 기리기 위해 "아시모프 충돌구"로 명명.[19]
- 2010년 - 미국 의회에서는 국가 로봇 주간을 연례 행사로 지정하면서 다음과 같이 말했다:
  - "매년 4월 둘째 주가 'National Robotics Week'로 지정되었습니다. 그러면서 우리는 아이와 성인을 위한 과학책을 쓰면서 로봇공학이라는 용어를 처음 만들어내고, 1992년 4월에 사망한 아이작 아시모프의 업적을 인정할 것입니다. 자, 이제 모두 해결되었습니다."[30]
- 2015년 - "뉴욕주 작가 명예의 전당"(New York State Writers Hall of Fame)에 선정.[31]
- 2016년 - 책 《Robbie》로 2016년 월드콘에서 휴고 최우수 단편 소설상 수상.[32]
- 2018년 - 책 《파운데이션》으로 2018년 월드콘에서 휴고 최우수 단편 소설상 수상.[33]